# Zollingeria
Zollingeria es un género de plantas de la familia Sapindaceae. Contiene seis especies todavía sin resolver y otra considerada sinónimo.
Etimología
Zollingeria: nombre genérico que fue otorgado en honor del botánico suizo Heinrich Zollinger (1818-1859).

## Especies
- Zollingeria borneensis Adema
- Zollingeria dongnaiensis Pierre
- Zollingeria laotica Gagnep.
- Zollingeria macrocarpa Fern.-Vill.
- Zollingeria macrocarpa Kurz
- Zollingeria scandens Sch.Bip. sin. de Rhynchospermum verticillatum Reinw. ex Reinw.
- Zollingeria triptera Rolfe